# Bajram Gigolli
Bajram Gigolli (* 26. Juli 1969 in Lubizhdë, SFR Jugoslawien, heute Kosovo) ist ein kosovarischer Sänger, welcher für seine Lieder im albanischsprachigen Raum bekannt wurde.

## Leben
Bajram Gigolli wurde am 26. Juli 1969 in Lubizhda e Hasit (kurz Lubizhdë) in der Nähe der kosovarischen Stadt Prizren geboren. Gigolli gehört zu den Profil-Sängern im Tallava-Genre – einer Musikrichtung, die seit den 1990er Jahren in der albanisch‑sprachigen Region sehr beliebt ist. Dabei listen ihn Tidal und Apple Music als „zeitgenössischen Singer/Songwriter im Tallava-Genre“. Seine bekanntesten Lieder sind „Romana“ und „Zemer ti je 1sh“. Derzeit lebt Gigolli in Deutschland in der Nähe von Tuttlingen.